# Aleksiej Rieunkow
Aleksiej Michajłowicz Rieunkow (ros. Алексей Михайлович Реунков; ur. 28 stycznia 1984 w Złatouście) – rosyjski lekkoatleta specjalizujący się w biegach długich, a niegdyś startował w biegach przełajowych.
Już na początku swojej międzynarodowej kariery, w 2003 roku został srebrnym medalistą juniorskich mistrzostw Europy, a także w tym samym sezonie zdobył brązowy medal na mistrzostwach Europy w biegach przełajowych w Edynburgu w kategorii juniorów. W 2009 był bliski wywalczenia medalu na uniwersjadzie. Podczas igrzysk olimpijskich w Londynie uplasował się w drugiej dziesiątce biegu maratońskiego. W 2014 roku zdobył brązowy medal w maratonie na mistrzostwach Starego Kontynentu. W następnym sezonie brał udział w mistrzostwach świata w Pekinie w tej samej konkurencji.
Reprezentant Rosji podczas pucharu Europy w biegu na 10 000 m. Startował w mistrzostwach świata i Europy w biegach przełajowych, kończąc je na dalszych miejscach. Ponadto raz stanął na najwyższym stopniu podium halowych mistrzostw Rosji (2008).

## Osiągnięcia
| Rok  | Impreza                                   | Miejsce     | Konkurencja           | Lokata      | Wynik    |
| ---- | ----------------------------------------- | ----------- | --------------------- | ----------- | -------- |
| 2003 | Mistrzostwa Europy juniorów               | Tampere     | bieg na 10 000 m      | 2. miejsce  | 29:40,80 |
| 2003 | Mistrzostwa świata w biegach przełajowych | Lozanna     | bieg na 6,2 km (U-20) | 46. miejsce | 25:50    |
| 2003 | Mistrzostwa Europy w biegach przełajowych | Edynburg    | bieg na 6,6 km (U-20) | 3. miejsce  | 20:53    |
| 2004 | Mistrzostwa Europy w biegach przełajowych | Heringsdorf | bieg na 9,6 km        | 48. miejsce | 29:06    |
| 2007 | Puchar Europy w biegu na 10 000 m         | Ferrara     | bieg na 10 000 m      | 7. miejsce  | 29:09,22 |
| 2009 | Uniwersjada                               | Belgrad     | bieg na 10 000 m      | 4. miejsce  | 28:21,68 |
| 2010 | Puchar Europy w biegu na 10 000 m         | Marsylia    | bieg na 10 000 m      | 7. miejsce  | 28:33,22 |
| 2010 | Mistrzostwa Europy w biegach przełajowych | Albufeira   | bieg na 9,87 km       | 26. miejsce | 29:59    |
| 2012 | Igrzyska olimpijskie                      | Londyn      | maraton               | 14. miejsce | 2:13:49  |
| 2014 | Mistrzostwa Europy                        | Zurych      | maraton               | 3. miejsce  | 2:12:15  |
| 2015 | Mistrzostwa świata                        | Pekin       | maraton               | 17. miejsce | 2:18:12  |

## Rekordy życiowe
- bieg na 10 000 metrów – 28:21,68 (2009)
- maraton – 2:09:54 (2011)